# IJshockey op de Olympische Winterspelen 2010 (kwalificatie)
Deze pagina beschrijft de kwalificatie voor het ijshockeytoernooi op de Olympische Winterspelen 2010.

## Onderdelen
De volgende onderdelen vinden plaats:
- IJshockey mannen (12 teams)
- IJshockey vrouwen (8 teams)

## Kwalificatie

### Mannen
| Toernooi                                                                                     | Datum                       | Locatie  | Plaatsen | Gekwalificeerd                                                                            |
| -------------------------------------------------------------------------------------------- | --------------------------- | -------- | -------- | ----------------------------------------------------------------------------------------- |
| IIHF wereldranglijst 2008 omvat volgende toernooien: WK 2005 OS 2006 WK 2006 WK 2007 WK 2008 | 30 april 2005 - 18 mei 2008 | -        | 9        | Canada Rusland Zweden Finland Tsjechië Verenigde Staten Zwitserland Slowakije Wit-Rusland |
| Olympisch kwalificatietoernooi 1                                                             | 5-8 februari 2009           | Hannover | 1        | Duitsland                                                                                 |
| Olympisch kwalificatietoernooi 2                                                             | 5-8 februari 2009           | Riga     | 1        | Letland                                                                                   |
| Olympisch kwalificatietoernooi 3                                                             | 5-8 februari 2009           | Oslo     | 1        | Noorwegen                                                                                 |
| TOTAAL                                                                                       | TOTAAL                      | TOTAAL   | 12       |                                                                                           |

### Vrouwen
| Toernooi                                                                                     | Datum                         | Locatie  | Plaatsen | Gekwalificeerd                                             |
| -------------------------------------------------------------------------------------------- | ----------------------------- | -------- | -------- | ---------------------------------------------------------- |
| IIHF wereldranglijst 2008 omvat volgende toernooien: WK 2005 OS 2006 WK 2006 WK 2007 WK 2008 | 30 maart 2005 - 13 april 2008 | -        | 6        | Canada Verenigde Staten Finland Zweden Zwitserland Rusland |
| Olympisch kwalificatietoernooi 1                                                             | 6-9 november 2008             | Bad Tölz | 1        | Slowakije                                                  |
| Olympisch kwalificatietoernooi 2                                                             | 6-9 november 2008             | Shanghai | 1        | China                                                      |
| TOTAAL                                                                                       | TOTAAL                        | TOTAAL   | 8        |                                                            |

## Kwalificatie mannen

### Ronde 1
Landen die niet in de top 27 van de IIHF wereldranglijst 2008 staan, streden in deze ronde om drie plaatsen in de 2e ronde van het olympisch kwalificatietoernooi. Vanwege het geringe aantal aanmeldingen zijn ook de nummers 28 en 29 van de wereldranglijst meteen tot de 2e ronde toegelaten. De overige 4 landen speelden om de laatste plaats. Wedstrijden werden gespeeld in oktober 2008.

#### Groep A
Toernooi in Ankara, Turkije, groepswinnaar geplaatst voor ronde 2, groep B.
| Datum      | Lokale tijd | Land      | Land      | Uitslag | Periode       | Statistieken |
| ---------- | ----------- | --------- | --------- | ------- | ------------- | ------------ |
| 9 oktober  | 15:30       | Mexico    | Bulgarije | 2 – 6   | (1–2,0–3,1–1) | wedstrijd 1  |
| 9 oktober  | 19:00       | Spanje    | Turkije   | 14 – 1  | (2–1,6–0,6–0) | wedstrijd 2  |
| 10 oktober | 15:30       | Spanje    | Mexico    | 4 – 5   | (3–2,1–2,0–1) | wedstrijd 3  |
| 10 oktober | 19:00       | Bulgarije | Turkije   | 8 – 0   | (2–0,3–0,3–0) | wedstrijd 4  |
| 11 oktober | 14:30       | Bulgarije | Spanje    | 2 – 6   | (0–1,1–4,1–1) | wedstrijd 5  |
| 11 oktober | 18:00       | Turkije   | Mexico    | 2 – 9   | (0–3,1–2,1–4) | wedstrijd 6  |

| Groep A |           |             |             |             |             |             |            |            |            |        |
| #       | Land      | Wedstrijden | Wedstrijden | Wedstrijden | Wedstrijden | Wedstrijden | Doelpunten | Doelpunten | Doelpunten | Punten |
| #       | Land      | G           | W           | OTW         | OTV         | V           | V          | T          | Saldo      | Punten |
| 1       | Spanje    | 3           | 2           | 0           | 0           | 1           | 24         | 8          | +16        | 6      |
| 2       | Bulgarije | 3           | 2           | 0           | 0           | 1           | 16         | 8          | +8         | 6      |
| 3       | Mexico    | 3           | 2           | 0           | 0           | 1           | 16         | 12         | +4         | 6      |
| 4       | Turkije   | 3           | 0           | 0           | 0           | 3           | 3          | 31         | -28        | 0      |

### Ronde 2
Geplaatst voor deze ronde zijn de nummers 19 t/m 27 van de IIHF wereldranglijst 2008, aangevuld met de winnaars van de 1e kwalificatieronde of de landen 28 t/m 30 van de wereldranglijst. De wedstrijden werden gespeeld november 2008, de groepswinnaars plaatsten zich voor de derde kwalificatieronde.

#### Groep B
Toernooi in Narva, Estland.
| Datum      | Lokale tijd | Land       | Land       | Uitslag | Periode       | Statistieken |
| ---------- | ----------- | ---------- | ---------- | ------- | ------------- | ------------ |
| 6 november | 16:00       | Kazachstan | Spanje     | 17 – 0  | (7–0,6–0,4–0) | wedstrijd 1  |
| 6 november | 20:00       | Nederland  | Estland    | 4 – 6   | (2–1,1–1,1–4) | wedstrijd 2  |
| 7 november | 16:00       | Nederland  | Spanje     | 4 – 1   | (0–1,2–0,2–0) | wedstrijd 3  |
| 7 november | 20:00       | Estland    | Kazachstan | 0 – 7   | (0–4,0–2,0–1) | wedstrijd 4  |
| 9 november | 16:00       | Kazachstan | Nederland  | 7 – 2   | (2–1,3–1,2–0) | wedstrijd 5  |
| 9 november | 20:00       | Spanje     | Estland    | 1 – 8   | (0–2,1–3,0–3) | wedstrijd 6  |

| Groep B |            |             |             |             |             |             |            |            |            |        |
| #       | Land       | Wedstrijden | Wedstrijden | Wedstrijden | Wedstrijden | Wedstrijden | Doelpunten | Doelpunten | Doelpunten | Punten |
| #       | Land       | G           | W           | OTW         | OTV         | V           | V          | T          | Saldo      | Punten |
| 1       | Kazachstan | 3           | 3           | 0           | 0           | 0           | 31         | 2          | +29        | 9      |
| 2       | Estland    | 3           | 2           | 0           | 0           | 1           | 14         | 12         | +2         | 6      |
| 3       | Nederland  | 3           | 1           | 0           | 0           | 2           | 10         | 14         | -4         | 3      |
| 4       | Spanje     | 3           | 0           | 0           | 0           | 3           | 2          | 29         | -27        | 0      |

#### Groep C
Toernooi in Boedapest, Hongarije.
| Datum      | Lokale tijd | Land      | Land      | Uitslag | Periode       | Statistieken |
| ---------- | ----------- | --------- | --------- | ------- | ------------- | ------------ |
| 7 november | 14:30       | Litouwen  | Kroatië   | 4 – 2   | (0–2,3–0,1–0) | wedstrijd 1  |
| 7 november | 18:00       | Hongarije | Servië    | 9 – 1   | (4–0,1–1,4–0) | wedstrijd 2  |
| 8 november | 14:00       | Litouwen  | Servië    | 7 – 2   | (0–1,4–1,3–0) | wedstrijd 3  |
| 8 november | 17:30       | Kroatië   | Hongarije | 1 – 6   | (0–2,0–3,1–1) | wedstrijd 4  |
| 9 november | 14:00       | Servië    | Kroatië   | 1 – 5   | (0–1,1–3,0–1) | wedstrijd 5  |
| 9 november | 17:30       | Hongarije | Litouwen  | 5 – 2   | (3–1,0–0,2–1) | wedstrijd 6  |

| Groep C |           |             |             |             |             |             |            |            |            |        |
| #       | Land      | Wedstrijden | Wedstrijden | Wedstrijden | Wedstrijden | Wedstrijden | Doelpunten | Doelpunten | Doelpunten | Punten |
| #       | Land      | G           | W           | OTW         | OTV         | V           | V          | T          | Saldo      | Punten |
| 1       | Hongarije | 3           | 3           | 0           | 0           | 0           | 20         | 4          | +16        | 9      |
| 2       | Litouwen  | 3           | 2           | 0           | 0           | 1           | 13         | 9          | +4         | 6      |
| 3       | Kroatië   | 3           | 1           | 0           | 0           | 2           | 8          | 11         | -3         | 3      |
| 4       | Servië    | 3           | 0           | 0           | 0           | 3           | 4          | 21         | -17        | 0      |

#### Groep D
Toernooi in Sanok, Polen.
| Datum      | Lokale tijd | Land             | Land             | Uitslag    | Periode               | Statistieken |
| ---------- | ----------- | ---------------- | ---------------- | ---------- | --------------------- | ------------ |
| 6 november | 15:30       | Japan            | Roemenië         | 7 – 0      | (3–0,3–0,1–0)         | wedstrijd 1  |
| 6 november | 19:30       | Polen            | Groot-Brittannië | 3 – 2 (nv) | (1–1,1–0,0–1,0–0,1–0) | wedstrijd 2  |
| 7 november | 15:45       | Japan            | Groot-Brittannië | 2 – 1      | (1–1,1–0,0–0)         | wedstrijd 3  |
| 7 november | 19:15       | Roemenië         | Polen            | 1 – 9      | (1–3,0–3,0–3)         | wedstrijd 4  |
| 9 november | 14:30       | Groot-Brittannië | Roemenië         | 11 – 1     | (4–0,3–1,4–0)         | wedstrijd 5  |
| 9 november | 18:15       | Polen            | Japan            | 1 – 3      | (0–3,1–0,0–0)         | wedstrijd 6  |

| Groep D |                  |             |             |             |             |             |            |            |            |        |
| #       | Land             | Wedstrijden | Wedstrijden | Wedstrijden | Wedstrijden | Wedstrijden | Doelpunten | Doelpunten | Doelpunten | Punten |
| #       | Land             | G           | W           | OTW         | OTV         | V           | V          | T          | Saldo      | Punten |
| 1       | Japan            | 3           | 3           | 0           | 0           | 0           | 12         | 2          | +10        | 9      |
| 2       | Polen            | 3           | 1           | 1           | 0           | 1           | 13         | 6          | +7         | 5      |
| 3       | Groot-Brittannië | 3           | 1           | 0           | 1           | 1           | 14         | 6          | +8         | 4      |
| 4       | Roemenië         | 3           | 0           | 0           | 0           | 3           | 2          | 27         | -25        | 0      |

### Ronde 3
Geplaatst voor deze ronde zijn de nummers 10 t/m 18 van de IIHF wereldranglijst 2008, aangevuld met de drie winnaars van de 2e kwalificatieronde. De wedstrijden werden gespeeld februari 2009, de groepswinnaars zijn geplaatst voor de Olympische Winterspelen.

#### Groep E
Toernooi in Hannover, Duitsland.
| Datum      | Lokale tijd | Land       | Land       | Uitslag    | Periode               | Statistieken |
| ---------- | ----------- | ---------- | ---------- | ---------- | --------------------- | ------------ |
| 5 februari | 16:00       | Slovenië   | Oostenrijk | 3 – 4 (nv) | (0–0,3–2,0–1,0-1)     | wedstrijd 1  |
| 5 februari | 19:30       | Duitsland  | Japan      | 7 – 1      | (3–1,3–0,1–0)         | wedstrijd 2  |
| 7 februari | 12:00       | Slovenië   | Japan      | 4 – 5 (np) | (2–1,2–1,0–2,0-0,0-1) | wedstrijd 3  |
| 7 februari | 15:30       | Oostenrijk | Duitsland  | 1 – 2      | (0–0,1–2,0–0)         | wedstrijd 4  |
| 8 februari | 13:30       | Japan      | Oostenrijk | 2 – 5      | (0–1,1–3,1–1)         | wedstrijd 5  |
| 8 februari | 17:00       | Duitsland  | Slovenië   | 2 – 1      | (1–0,1–0,0–1)         | wedstrijd 6  |

| Groep E |            |             |             |             |             |             |            |            |            |        |
| #       | Land       | Wedstrijden | Wedstrijden | Wedstrijden | Wedstrijden | Wedstrijden | Doelpunten | Doelpunten | Doelpunten | Punten |
| #       | Land       | G           | W           | OTW         | OTV         | V           | V          | T          | Saldo      | Punten |
| 1       | Duitsland  | 3           | 3           | 0           | 0           | 0           | 11         | 3          | +8         | 9      |
| 2       | Oostenrijk | 3           | 1           | 1           | 0           | 1           | 10         | 7          | +3         | 5      |
| 3       | Japan      | 3           | 0           | 1           | 0           | 2           | 8          | 16         | -8         | 2      |
| 4       | Slovenië   | 3           | 0           | 0           | 2           | 1           | 8          | 11         | -3         | 2      |

#### Groep F
Toernooi in Riga, Letland.
| Datum      | Lokale tijd | Land      | Land      | Uitslag    | Periode               | Statistieken |
| ---------- | ----------- | --------- | --------- | ---------- | --------------------- | ------------ |
| 5 februari | 15:00       | Italië    | Oekraïne  | 2 – 3      | (0–1,0–0,2–2)         | wedstrijd 1  |
| 5 februari | 19:00       | Letland   | Hongarije | 7 – 3      | (1–1,3–2,3–0)         | wedstrijd 2  |
| 6 februari | 15:00       | Italië    | Hongarije | 4 – 1      | (2–0,1–0,1–1)         | wedstrijd 3  |
| 6 februari | 19:00       | Oekraïne  | Letland   | 2 – 4      | (1–0,0–2,1–2)         | wedstrijd 4  |
| 8 februari | 13:00       | Hongarije | Oekraïne  | 3 – 4 (np) | (0–0,2–0,1–3,0-0,0-1) | wedstrijd 5  |
| 8 februari | 17:00       | Letland   | Italië    | 4 – 1      | (2–0,1–0,1–1)         | wedstrijd 6  |

| Groep F |           |             |             |             |             |             |            |            |            |        |
| #       | Land      | Wedstrijden | Wedstrijden | Wedstrijden | Wedstrijden | Wedstrijden | Doelpunten | Doelpunten | Doelpunten | Punten |
| #       | Land      | G           | W           | OTW         | OTV         | V           | V          | T          | Saldo      | Punten |
| 1       | Letland   | 3           | 3           | 0           | 0           | 0           | 15         | 6          | +9         | 9      |
| 2       | Oekraïne  | 3           | 1           | 1           | 0           | 1           | 9          | 9          | 0          | 5      |
| 3       | Italië    | 3           | 1           | 0           | 0           | 2           | 7          | 8          | -1         | 3      |
| 4       | Hongarije | 3           | 0           | 0           | 1           | 2           | 7          | 15         | -8         | 1      |

#### Groep G
Toernooi in Oslo, Noorwegen.
| Datum      | Lokale tijd | Land       | Land       | Uitslag    | Periode           | Statistieken |
| ---------- | ----------- | ---------- | ---------- | ---------- | ----------------- | ------------ |
| 5 februari | 15:00       | Denemarken | Frankrijk  | 1 – 2 (nv) | (1–0,0–0,0–1,0-1) | wedstrijd 1  |
| 5 februari | 19:00       | Noorwegen  | Kazachstan | 2 – 1      | (0–0,2–1,0–0)     | wedstrijd 2  |
| 7 februari | 13:00       | Denemarken | Kazachstan | 3 – 2      | (1–1,1–0,1–1)     | wedstrijd 3  |
| 7 februari | 17:00       | Frankrijk  | Noorwegen  | 2 – 3      | (0–1,1–2,1–0)     | wedstrijd 4  |
| 8 februari | 13:00       | Kazachstan | Frankrijk  | 8 – 2      | (2–0,3–1,3–1)     | wedstrijd 5  |
| 8 februari | 17:00       | Noorwegen  | Denemarken | 5 – 3      | (1–2,2–0,2–1)     | wedstrijd 6  |

| Groep G |            |             |             |             |             |             |            |            |            |        |
| #       | Land       | Wedstrijden | Wedstrijden | Wedstrijden | Wedstrijden | Wedstrijden | Doelpunten | Doelpunten | Doelpunten | Punten |
| #       | Land       | G           | W           | OTW         | OTV         | V           | V          | T          | Saldo      | Punten |
| 1       | Noorwegen  | 3           | 3           | 0           | 0           | 0           | 10         | 6          | +4         | 9      |
| 2       | Denemarken | 3           | 1           | 0           | 1           | 1           | 7          | 9          | -2         | 4      |
| 3       | Kazachstan | 3           | 1           | 0           | 0           | 2           | 11         | 7          | +4         | 3      |
| 4       | Frankrijk  | 3           | 0           | 1           | 0           | 2           | 6          | 12         | -6         | 2      |

## Kwalificatie vrouwen

### Ronde 1
Geplaatst voor deze ronde zijn de nummers 13 t/m 18 van de IIHF wereldranglijst 2008, aangevuld met de drie winnaars van een eerdere kwalificatieronde. De wedstrijden werden gespeeld in september 2008, groepswinnaars naar ronde 2.

#### Groep A
Toernooi in Liepāja, Letland, groepswinnaar geplaatst voor ronde 2, groep C.
| Datum       | Lokale tijd | Land      | Land      | Uitslag | Periode          | Statistieken |
| ----------- | ----------- | --------- | --------- | ------- | ---------------- | ------------ |
| 2 september | 16:30       | Bulgarije | Italië    | 0–41    | (0–17,0–12,0–12) | wedstrijd 1  |
| 2 september | 20:00       | Slowakije | Letland   | 2–0     | (2–0,0–0,0–0)    | wedstrijd 2  |
| 3 september | 19:00       | Kroatië   | Bulgarije | 30–1    | (8–0,13–0,9–1)   | wedstrijd 3  |
| 4 september | 16:30       | Italië    | Slowakije | 1–3     | (1–2,0–1,0–0)    | wedstrijd 4  |
| 4 september | 20:00       | Letland   | Kroatië   | 9–0     | (1–0,3–0,5–0)    | wedstrijd 5  |
| 5 september | 19:00       | Bulgarije | Letland   | 0–39    | (0–14,0–11,0–14) | wedstrijd 6  |
| 6 september | 16:30       | Slowakije | Bulgarije | 82–0    | (31–0,24–0,27–0) | wedstrijd 7  |
| 6 september | 20:00       | Italië    | Kroatië   | 8–0     | (1–0,4–0,3–0)    | wedstrijd 8  |
| 7 september | 16:00       | Letland   | Italië    | 5–1     | (3–0,1–1,1–0)    | wedstrijd 9  |
| 7 september | 19:30       | Kroatië   | Slowakije | 1–18    | (1–5,0–9,0–4)    | wedstrijd 10 |

| Groep A |           |             |             |             |             |             |            |            |            |        |
| #       | Land      | Wedstrijden | Wedstrijden | Wedstrijden | Wedstrijden | Wedstrijden | Doelpunten | Doelpunten | Doelpunten | Punten |
| #       | Land      | G           | W           | OTW         | OTV         | V           | V          | T          | Saldo      | Punten |
| 1       | Slowakije | 4           | 4           | 0           | 0           | 0           | 105        | 2          | +103       | 12     |
| 2       | Letland   | 4           | 3           | 0           | 0           | 1           | 53         | 3          | +50        | 9      |
| 3       | Italië    | 4           | 2           | 0           | 0           | 2           | 51         | 8          | +43        | 6      |
| 4       | Kroatië   | 4           | 1           | 0           | 0           | 3           | 31         | 36         | -5         | 3      |
| 5       | Bulgarije | 4           | 0           | 0           | 0           | 4           | 1          | 192        | -191       | 0      |

#### Groep B
Toernooi in Maribor, Slovenië, groepswinnaar geplaatst voor ronde 2, groep D.
| Datum       | Lokale tijd | Land             | Land             | Uitslag  | Periode           | Statistieken |
| ----------- | ----------- | ---------------- | ---------------- | -------- | ----------------- | ------------ |
| 3 september | 16:00       | Noorwegen        | Groot-Brittannië | 3-1      | (1-0,0-1,2-0)     | wedstrijd 1  |
| 3 september | 20:00       | Slovenië         | Oostenrijk       | 0-7      | (0-1,0-4,0-2)     | wedstrijd 2  |
| 4 september | 16:00       | Oostenrijk       | Noorwegen        | 0-1      | (0-0,0-1,0-0)     | wedstrijd 3  |
| 4 september | 20:00       | Slovenië         | Groot-Brittannië | 1-5      | (0-2,1-1,0-2)     | wedstrijd 4  |
| 5 september | 16:00       | Groot-Brittannië | Oostenrijk       | 4-3 (nv) | (1-1,2-1,0-1,1-0) | wedstrijd 5  |
| 5 september | 20:00       | Noorwegen        | Slovenië         | 15-1     | (7-0,5-0,3-1)     | wedstrijd 6  |

| Groep B |                  |             |             |             |             |             |            |            |            |        |
| #       | Land             | Wedstrijden | Wedstrijden | Wedstrijden | Wedstrijden | Wedstrijden | Doelpunten | Doelpunten | Doelpunten | Punten |
| #       | Land             | G           | W           | OTW         | OTV         | V           | V          | T          | Saldo      | Punten |
| 1       | Noorwegen        | 3           | 3           | 0           | 0           | 0           | 19         | 2          | +17        | 9      |
| 2       | Groot-Brittannië | 3           | 1           | 1           | 0           | 1           | 10         | 7          | +3         | 5      |
| 3       | Oostenrijk       | 3           | 1           | 0           | 1           | 1           | 10         | 5          | +5         | 4      |
| 4       | Slovenië         | 3           | 0           | 0           | 0           | 3           | 2          | 27         | -25        | 0      |

### Ronde 2
Geplaatst voor deze ronde zijn de nummers 7 t/m 12 van de IIHF wereldranglijst 2008, aangevuld met de twee winnaars van de 1e kwalificatieronde. De wedstrijden worden gespeeld in november 2008, groepswinnaars geplaatst voor de Olympische Winterspelen.

#### Groep C
Toernooi in Bad Tölz, Duitsland.
| Datum      | Lokale tijd | Land       | Land       | Uitslag | Periode       | Statistieken |
| ---------- | ----------- | ---------- | ---------- | ------- | ------------- | ------------ |
| 6 november | 16:00       | Kazachstan | Frankrijk  | 6 – 1   | (1–0,2–1,3–0) | wedstrijd 1  |
| 6 november | 19:30       | Duitsland  | Slowakije  | 0 – 2   | (0–1,0–1,0–0) | wedstrijd 2  |
| 8 november | 13:30       | Kazachstan | Slowakije  | 0 – 1   | (0–0,0–1,0–0) | wedstrijd 3  |
| 8 november | 17:00       | Frankrijk  | Duitsland  | 2 – 7   | (0–1,0–3,2–3) | wedstrijd 4  |
| 9 november | 13:30       | Slowakije  | Frankrijk  | 3 – 1   | (1–0,1–0,1–1) | wedstrijd 5  |
| 9 november | 17:00       | Duitsland  | Kazachstan | 1 – 3   | (1–0,0–2,0–1) | wedstrijd 6  |

| Groep B |            |             |             |             |             |             |            |            |            |        |
| #       | Land       | Wedstrijden | Wedstrijden | Wedstrijden | Wedstrijden | Wedstrijden | Doelpunten | Doelpunten | Doelpunten | Punten |
| #       | Land       | G           | W           | OTW         | OTV         | V           | V          | T          | Saldo      | Punten |
| 1       | Slowakije  | 3           | 3           | 0           | 0           | 0           | 6          | 1          | +5         | 9      |
| 2       | Kazachstan | 3           | 2           | 0           | 0           | 1           | 9          | 3          | +6         | 6      |
| 3       | Duitsland  | 3           | 1           | 0           | 0           | 2           | 8          | 7          | +1         | 3      |
| 4       | Frankrijk  | 3           | 0           | 0           | 0           | 3           | 4          | 16         | -12        | 0      |

#### Groep D
Toernooi in Shanghai, China.
| Datum      | Lokale tijd | Land      | Land      | Uitslag    | Periode               | Statistieken |
| ---------- | ----------- | --------- | --------- | ---------- | --------------------- | ------------ |
| 6 november | 14:30       | Japan     | Tsjechië  | 3 – 2      | (2–1,1–1,0–0)         | wedstrijd 1  |
| 6 november | 18:30       | China     | Noorwegen | 5 – 0      | (2–0,2–0,1–0)         | wedstrijd 2  |
| 7 november | 14:30       | Japan     | Noorwegen | 3 – 1      | (1–1,1–0,1–0)         | wedstrijd 3  |
| 7 november | 18:30       | Tsjechië  | China     | 3 – 4      | (1–1,2–1,0–2)         | wedstrijd 4  |
| 9 november | 14:30       | Noorwegen | Tsjechië  | 2 – 1 (nv) | (1–0,0–1,0–0,0–0,1–0) | wedstrijd 5  |
| 9 november | 18:30       | China     | Japan     | 2 – 0      | (0–0,1–0,1–0)         | wedstrijd 6  |

| Groep D |           |             |             |             |             |             |            |            |            |        |
| #       | Land      | Wedstrijden | Wedstrijden | Wedstrijden | Wedstrijden | Wedstrijden | Doelpunten | Doelpunten | Doelpunten | Punten |
| #       | Land      | G           | W           | OTW         | OTV         | V           | V          | T          | Saldo      | Punten |
| 1       | China     | 3           | 3           | 0           | 0           | 0           | 11         | 3          | +8         | 9      |
| 2       | Japan     | 3           | 2           | 0           | 0           | 1           | 6          | 5          | +1         | 6      |
| 3       | Noorwegen | 3           | 0           | 1           | 0           | 2           | 3          | 9          | -6         | 2      |
| 4       | Tsjechië  | 3           | 0           | 0           | 1           | 2           | 6          | 9          | -3         | 1      |